# بادرنجبویه عشق‌آبادی
بادرنجبویه عشق‌آبادی (نام علمی: Dracocephalum subcapitatum) نام یک گونه از سردهٔ بادرنجبویه است.